# Maud-Subglazialbecken
Das Maud-Subglazialbecken (englisch Maud Subglacial Basin) ist ein großes, durch den Antarktischen Eisschild vollständig überdecktes Becken im Süden des ostantarktischen Königin-Maud-Land. Es befindet sich südlich des Wohlthatmassivs.
Seine Ausdehnung wurde mittels seismischer Tomographie im Rahmen des United States Antarctic Research Program zwischen 1964 und 1968 ermittelt. Das Advisory Committee on Antarctic Names benannte es 1975 nach seiner Lage im Königin-Maud-Land.